# Konstantinos Manasses

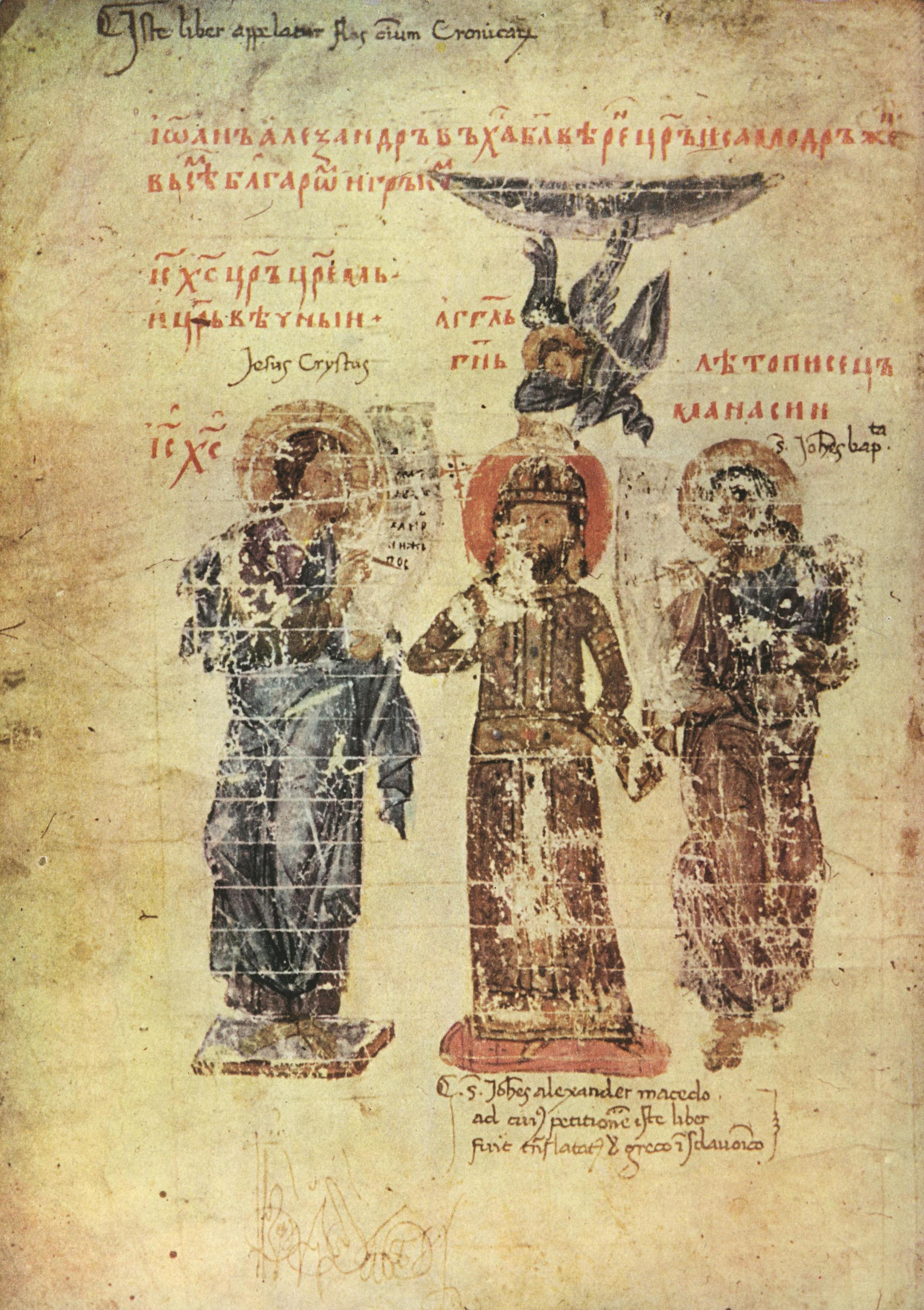
Bức tiểu họa đầu tiên lấy từ trong bộ Biên niên sử của Manasses: tác giả (phải) kế bên Tsar Ivan Aleksandar xứ Bulgaria và Chúa Giêsu.

Konstantinos Manasses (tiếng Hy Lạp: Κωνσταντῖνος Μανασσῆς; k. 1130 - k. 1187) là nhà biên niên sử Đông La Mã sống vào thế kỷ 12 dưới thời Hoàng đế Manouel I Komnenos (1143-1180). Ông chính là tác giả của quyển biên niên tóm tắt các sự kiện lịch sử kể từ thời Chúa sáng tạo ra thế giới cho đến khi kết thúc triều đại Nikephoros Botaneiates (1081), nhờ sự bảo trợ của Eirene Komnene, chị vợ của hoàng đế. Nó bao gồm khoảng 7000 dòng thơ chính trị. Tác phẩm khá là nổi tiếng và xuất hiện trong một bản dịch văn xuôi miễn phí; đồng thời được dịch sang tiếng Bulgaria và Rôman Slav vào thế kỷ 14 để lại tiếng vang muôn đời.
Ấn bản quyển biên niên sử: Bekker, Bonn 1837; bản dịch tiếng Bulgaria, Cronica lui Constantin Manasses, của Ioan Bogdan và I. Bianu, Bucarest, 1922. Năm 1969, Bulgaria đã cho phát hành hai bộ tem thể hiện những khung cảnh quan trọng trong biên niên sử nhằm kỷ niệm tác phẩm này. 
Ngoài ra Manasses còn có tài làm thơ như một bài thơ tình được ông sáng tác với nhan đề Mối tình của Aristander và Callithea cũng dưới dạng thơ chính trị. Hậu thế chỉ biết đến tác phẩm này từ những đoạn trích rời rạc được gìn giữ trong vườn hoa của Macarius Chrysocephalus (thế kỷ 14). Manasses cũng biên soạn một quyển tiểu sử ngắn gọn về thi sĩ Oppianos, và một số bài thơ miêu tả (tất cả trích đoạn đều chưa một lần được xuất bản) về nghệ thuật và các chủ đề khác.